# Hänichen (Harzgerode)
Hänichen ist ein Wohnplatz des zur Stadt Harzgerode gehörenden Ortsteils Alexisbad im sachsen-anhaltischen Landkreis Harz. Darüber hinaus ist es als Vorwerk im örtlichen Denkmalverzeichnis eingetragen.

## Lage
Hänichen liegt im Harz südlich der Bundesstraße 242 zwischen Alexisbad und Siptenfelde. Südlich von Hänichen führt der Wanderweg des Selketalstieges von Alexisbad nach Silberhütte entlang.

## Geschichte
Im Jahre 1754 gründete Fürst Viktor II. Friedrich von Anhalt-Bernburg die Siedlung und das Vorwerk Hänichen als Wirtschafts- und Wohnhof. Die Gebäude wurden auf einer alten Rodungsinsel errichtet. Zuvor bestand an dieser Stelle eine gleichnamige Wüstung, auf der 1608 noch ein verfallener Kirchturm zu sehen war. Es entstand ein in Hufeisenform angelegter Hof. 1830 wurde das als Erbpachtgut verkaufte Vorwerk in ein freies Erbenzinsgut verwandelt und Ende des 19. Jahrhunderts zur Walderholungsstätte, dessen Wiesen als Fohlenweide des Kreises Ballenstedt dienten. Mittig steht ein zweigeschossiger, langgestreckter Verwaltungsbau; seine Fassade ist mit einer regionaltypischen vertikalen Verbretterung versehen. Darüber hinaus bestehen bescheidener ausgeführte Seitengebäude.
Heute stehen die Hofgebäude der kleinen Siedlung unter Denkmalschutz; drei Familien (Stand: Mai 2025) wohnen dort und bewirtschaften die angrenzenden Wiesen.